# یارسولاو میخایلوف

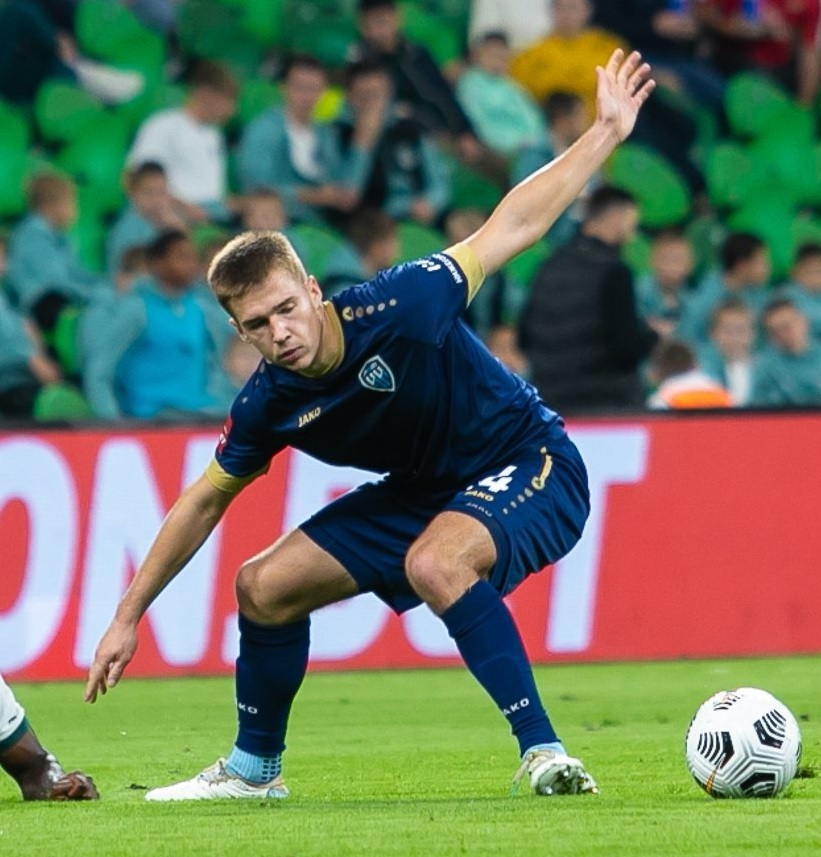
یاروسلاو یوریویچ میخایلوف در سال ۲۰۲۲

یاروسلاو یوریویچ میخایلوف (به روسی: Ярослав Юрьевич Михайлов؛ زادهٔ ۲۸ آوریل ۲۰۰۳) یک فوتبالیست اهل روسیه است که به عنوان هافبک هجومی برای باشگاه شالکه ۰۴ به صورت قرضی از تیم زنیت سن پترزبورگ، بازی می‌کند.

## دوران باشگاهی
در ۱۳ ژوئیه ۲۰۲۱، میخایلوف پس از شرکت در تمرینات شالکه به عنوان بازیکن مهمان به مدت سه هفته، با قراردادی قرضی تا پایان فصل از زنیت سن پترزبورگ به شالکه انتقال پیدا کرد. او اولین بازی حرفه ای خود را برای شالکه در بوندس‌لیگا ۲ در ۱ اوت ۲۰۲۱ انجام داد و در دقیقه ۶۵ در پیروزی ۳–۰ خارج از خانه مقابل هولشتاین کیل به عنوان بازیکن تعویضی وارد زمین شد.

## دوران ملی
میخایلوف در تیم های ملی زیر۱۷، زیر۱۸ و زیر۱۹ سال روسیه انجام داده است.

## آمار

### باشگاهی
تا تاریخ ۱۳ ژوئن ۲۰۲۲
| باشگاه     | دسته        | فصل        | لیگ  | لیگ | جام حذفی | جام حذفی | قاره‌ای | قاره‌ای | سایر | سایر | مجموع | مجموع |
| باشگاه     | دسته        | فصل        | بازی | گل  | بازی     | گل       | بازی   | گل     | بازی | گل   | بازی  | گل    |
| ---------- | ----------- | ---------- | ---- | --- | -------- | -------- | ------ | ------ | ---- | ---- | ----- | ----- |
| شالکه ۰۴   | بوندس‌لیگا ۲ | ۲۲–۲۰۲۱    | ۸    | ۰   | ۲        | ۱        | —      | —      | —    | —    | ۱۰    | ۱     |
| شالکه ۰۴   | مجموع       | مجموع      | ۸    | ۰   | ۲        | ۱        | —      | —      | —    | —    | ۱۰    | ۱     |
| مجموع آمار | مجموع آمار  | مجموع آمار | ۸    | ۰   | ۲        | ۱        | —      | —      | —    | —    | ۱۰    | ۱     |